# Dyspetes nigricans
Dyspetes nigricans är en stekelart som beskrevs av He och Wan 1987. Dyspetes nigricans ingår i släktet Dyspetes och familjen brokparasitsteklar. Inga underarter finns listade i Catalogue of Life.